# 산네발나비
산네발나비(학명: Polygonia c-album)는 아시아·유럽·아프리카 등 구세계 전역에 분포하는 나비의 일종으로, 나비목 네발나비과 네발나비속에 속한다. 학명을 따라 씨알붐나비라고도 하며, 네발나비속에 속한 다른 나비들처럼 뾰족뾰족하고 각진 세모꼴 날개를 갖는다.
유충은 새똥, 성충은 낙엽더미와 분간하기 어려운 보호색을 띠어 포식 위험을 줄인다. 번데기 역시 시들어가는 잎을 닮아 포식의 위험이 적다. 유충은 종령 단계에서 등에 억센 가시가 돋아난다. 주로 구세계 북반구에 서식하며 다수의 아종을 거느린다. 이주성을 가지지는 않으나 비행 능력이 뛰어나 개체군 구조가 유연하다.